# Lippelo

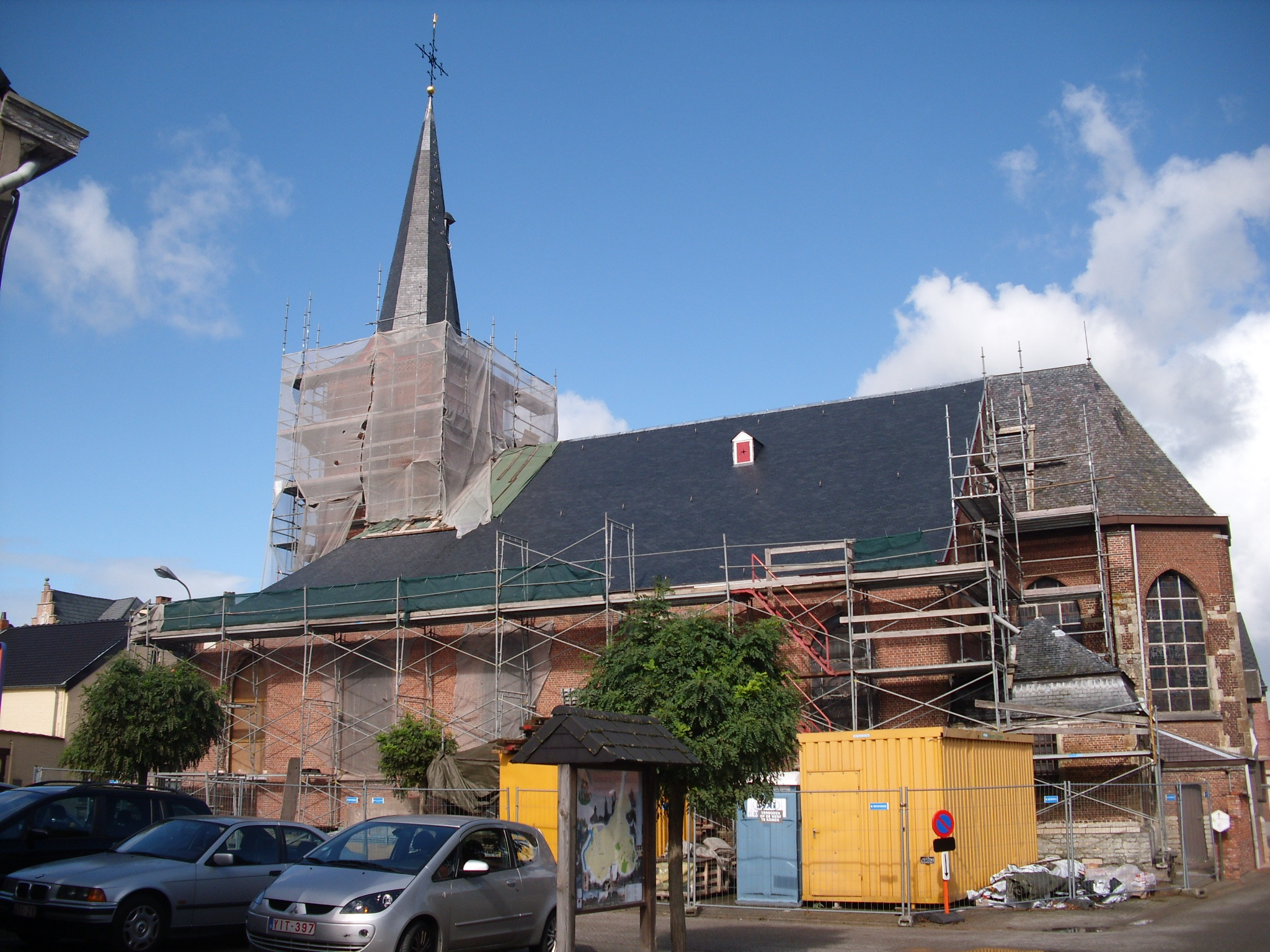
Sint-Stefanuskerk

Lippelo is een deelgemeente van de Belgische gemeente Puurs-Sint-Amands in de provincie Antwerpen. Lippelo was een zelfstandige gemeente tot aan de gemeentelijke herindeling van 1977.

## Geschiedenis
Lippelo was een zelfstandige gemeente tot deze einde 1976, evenals Oppuurs, een deelgemeente werd van Sint-Amands. Deze fusiegemeente vormde in 2019 samen met Puurs de gemeente Puurs-Sint-Amands. Ook Puurs was een fusiegemeente, die bestond uit Puurs, Breendonk, Liezele, Ruisbroek en Kalfort.

## Bezienswaardigheden
- De Sint-Stefanuskerk, in 1998 beschermd als monument
- Het 's Gravenkasteel
- Het Hof te Melis en het park in het Lippelobos.

## Natuur en landschap
Lippelo is een landelijk dorp aan de Lippelose Beek die uitkomt in de Vliet welke naar de Rupel stroomt. Het zuiden van Lippelo is bosrijk, met name het Lippelobos is een 60 hectare groot bos met dreven en het Hof te Melis met park. Men treft er meer dan honderd verschillende zwamsoorten aan.

## Demografische ontwikkeling
- Bronnen:NIS, Opm:1806 tot en met 1970=volkstellingen; 1976 = inwoneraantal op 31 december

## Politiek

### Geschiedenis
Lippelo had een eigen gemeentebestuur en burgemeester tot de fusie van eind 1976.

#### Voormalige burgemeesters
| Tijdspanne | Tijdspanne  | Burgemeester                                         |
| ---------- | ----------- | ---------------------------------------------------- |
|            | 1801 - 1807 | Joannes Peeters                                      |
|            | 1808 - 1830 | Frans Jan Nuten                                      |
|            | 1830 - 1832 | Jozef Van Milders                                    |
|            | 1833 - 1835 | Jozef Van Keer                                       |
|            | 1835 - 1846 | Hendrik Hermans                                      |
|            | 1846 - 1851 | Joannes Baptist Van Ingelghem                        |
|            | 1851 - 1854 | Jan Adriaensens                                      |
|            | 1855 - 1889 | Arthur de Beughem de Houtem (Kath.Partij)            |
|            | 1889 - 1895 | Hendrik Philippe Maximiliaan Van Ypersele de Strihou |
|            | 1895 - 1896 | August De Smedt                                      |
|            | 1896 - 1919 | Arnold Van Ingelgem                                  |
|            | 1920 - 1961 | Arthur Charles de Beughem de Houtem                  |
|            | 1961 - 1976 | Albert Waumans                                       |

## Mobiliteit
Door Lippelo loopt de N17, een belangrijke verkeersader.

## Sport
- voetbalclub VV Herleving Lippelo

## Bekende inwoners
- Philémon Cammaert (1856 - 1934), politicus en brouwer
- Elisabeth Van Ingelgem (1890-1976), schilderes

## Nabijgelegen kernen
Oppuurs, Liezele, Malderen, Opdorp, Sint-Amands